# Varanus melinus
Espèce
Statut CITES
Le Varan jaune coing, Varanus melinus, est une espèce de sauriens de la famille des Varanidae.

## Répartition
Cette espèce est endémique des Moluques en Indonésie. Elle se rencontre dans les îles Obi et les îles Sula.

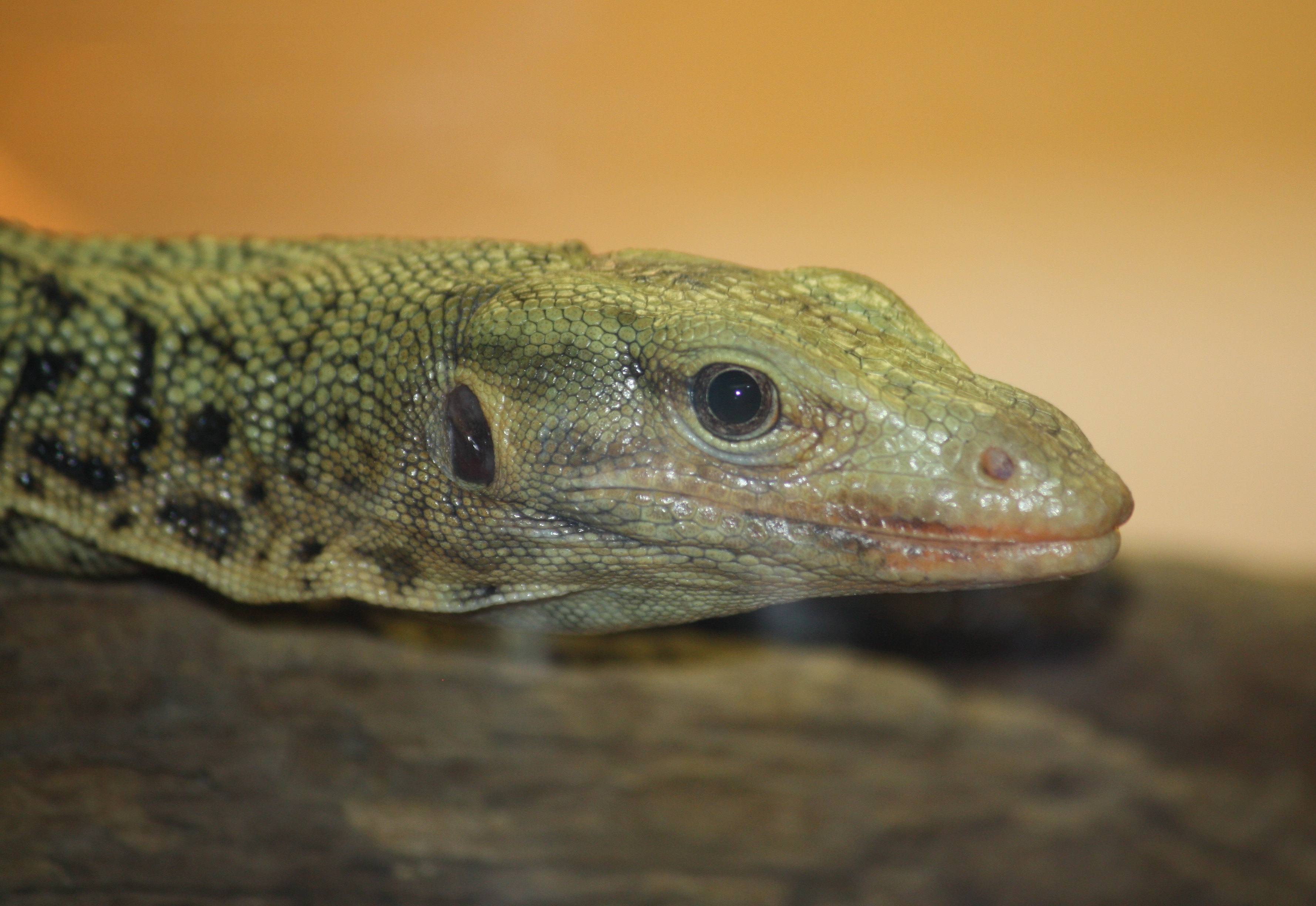

## Publication originale
- Böhme & Ziegler, 1997 : Varanus melinus sp. n., ein neuer Waran aus der V. indicus-Gruppe von den Molukken, Indonesien. Herpetofauna, vol. 19, n. 111, p. 26-34.